# Полак, Боян
Боян «Стенка» Полак (словен. Bojan "Stjenka" Polak; 28 ноября 1918, Ормож — 4 июля 2004, Любляна) — словенский военачальник, политик, генерал-майор Югославской народной армии, Народный герой Югославии.

## Биография
Родился 28 ноября 1918 года (по другим данным — 1919 года) в городе Ормож недалеко от Птуя. Отец — Франц, чиновник, работал с 1926 года в люблянской мэрии (во время войны был брошен в концлагерь Дахау, где и умер). Детство Боян провёл сначала в Жири, а потом в Любляне (переехал в 1926 году с семьёй). Окончил начальную школу и гимназию Любляны, во время учёбы входил в Сокольское движение и воспитывался в националистическом духе. Занимался лёгкой атлетикой, выиграв чемпионат страны по десятиборью в 1938 году.
После того, как семья оказалась в трудном материальном положении, Боян занялся репетиторской работой. В то время у него были контакты с представителями левых движений и лицами, симпатизирующими Коммунистической партии Югославии, но не занимался партийной работой. Воинскую службу проходил в пехоте, в Джакском батальоне (серб. Ђачки батаљон) в Сараево; имел звание подпоручика запаса Югославской королевской армии, был командиром пулемётного взвода. Во время службы познакомился с военнослужащими-коммунистами. После возвращения в Любляну поступил на технический факультет и занялся работой в академическом клубе, которым руководили студенты-коммунисты. В канун Апрельской войны отучился всего два семестра..
Участвовал в Апрельской войне, капитуляцию застал в городе Ново-Место. Вступил в партизанское движение в 1941 году.
В начале 1942 года Полак стал командиром роты батальона Любо Шерцера, позднее возглавил и отряд численность в полбатальона. В июне 1942 года стал командиром Нотраньского партизанского отряда, через месяц возглавил 3-ю группу партизанских отрядов. После преобразования батальона Шерцера во 2-ю словенскую бригаду его же имени Полак стал командиром батальона. В марте 1943 года ранен, отправлен на лечение; в ноябре назначен начальником оперативного отдела Главного штаба НОАЮ, на этой должности продержался до марта 1944 года и затем назначен главой Службы государственной безопасности, оставаясь им до конца войны.
8 мая 1945 Полак был назначен командиром 2-й словенской дивизии Корпуса народной обороны Югославии, которая занималась решением вопросов по поводу беженцев и несдавшихся коллаборационистов. Летом 1946 года он был отправлен в Высшую артиллерийскую военную академию в Москве, через два года вернулся на Родину и в 1953 году вышел в отставку в звании генерал-майора.
В 1940 году он получил звание поручика запаса Югославской королевской армии, в октябре 1943 года — подполковника НОАЮ (звания введены 1 мая 1943), в 1945 году — полковника ЮНА, 22 декабря 1953 — генерал-майора ЮНА.
С 1964 по 1968 годы Полак был послом Югославии в ГДР. В 1969 году назначен командиром Главного штаба народной обороны СР Словении (или штаба Территориальной обороны Словении). Был одним из сторонников модернизации Территориальной обороны, но из-за политических интриг в ноябре 1973 года отправлен в отставку. После смерти Иосипа Броза Тито стал одним из словенских Народных героев Югославии, служивших в почётном карауле у могилы маршала. В 1982—1983 и 1988—1990 годах возглавлял Союз словенских ветеранов Народно-освободительной войны Югославии.
Скончался 4 июля 2004 года в Любляне.

## Награды
Отмечен следующими югославскими государственными наградами:
- Народный герой Югославии (13 сентября 1952)[9]
- Партизанский памятный знак 1941 года (№ 528)
- Орден Военного флага (26 ноября 1954)
- Орден Республики с золотым венком (20 декабря 1979)
- Золотая звезда ордена братства и единства (№ 1033)
- Орден Труда с красным знаменем
- Большая звезда ордена Военных заслуг
- Орден Партизанской звезды II степени (номер 1932)
- Два ордена «За храбрость» (№№ 7385 и 7722)
- Медаль «10 лет Югославской Народной Армии»[7][8]

Отмечен также следующими югославскими общественными наградами:
- Золотой знак Освободительного фронта Словении (№ 382)
- Знак Тотальной народной обороны ТО Словении (номер 28)

Отмечен следующими иностранными наградами:
- Орден «Знамя Труда» II степени
- Медаль комитета борцов-антифашистов ГДР (15 мая 1984)
- Знак комитета ветеранов войны (29 июня 1983)
- Медаль «Сорок лет Победы в Великой Отечественной войне 1941-1945 гг.»
- Медаль «Гарибальди»
- Золотая медаль борцов против фашизма